# Свято бика
Свято бика (ірл. - saoire tarbh) — язичницьке свято у давній Ірландії. Відносилось до неперіодичних і несезонних свят, було пов'язане з вибором короля в Ірландії (переважно верховного короля), коли після смерті попереднього правителя наступництво не було очевидним. Одна з найважливіших церемоній, що супроводжувала інтронізацію Верховного короля Ірландії (ірл. - Ard Ri), втілювала архаїчні уявлення про те, що жертва бика замінювала людську жертву, королівську жертву — в церемонії домінував військовий аспект королівської влади.
Це свято є пережитком родо-племінної військової демократії в Ірландії, пережитком тих давніх часів, коли титул вождя племені (а пізніше короля) не успадковувався, а був результатом виборів воїнами свого ватажка. Ритуал Свята бика описаний у давніх ірландських скелах, зокрема, в скелі "Руйнування Дому Да Дерга" згадується про вибори верховного короля Ірландії в результаті яких верховним королем став Конайре Великий (Конайре Мор). Ритуал цього свята був наступним. Під час свята приносився в жертву бик. Один із воїнів їв м'ясо цього бика, пив відвар із цього м'яса, потім над ложем цього мужа "говорили слова правди" або "співали пісню справедливості" чотири друїда. Потім цей воїн лягав спати і той, кого він бачив у сні обирався верховним королем Ірландії. 
Цей ритуал пояснюється ще тим, що бик був священною твариною у кельтів. Бик був символом і втілення сили природи, могутності, космічної родючості, влади. Крім того бик асоціювався з місячним божеством, сонячним божеством і божеством грому і блискавки. Також у давніх кельтів вважалось, що бик перевозить душі людей у потойбічний світ. Кельти інколи зображали священного бика три- або чотирирогим. Окремі реальні бики яких розводили ірландці і які відрізнялись особливою силою сакралізувалися. Володіння таким биком вважалося особливо почесним, такому бику приписувалися магічні властивості. Іноді за право володіння таким сакральним биком велися війни в давній Ірландії, що описано в циклі скел "Викрадення бика з Куальнге". 